# Deltoptera omana
Deltoptera omana is een vlinder uit de familie slakrupsvlinders (Limacodidae). De wetenschappelijke naam van deze soort is voor het eerst geldig gepubliceerd in 1976 door Wiltshire.
De soort komt voor in tropisch Afrika.